# Maviha
Els maviha són un grup ètnic que viu a la frontera entre Tanzània i Moçambic.
Els maviha parlen el makonde, llengua que pertany al grup de llengües nigerocongoleses. A Tanzània molts parlen l'anglès o el suahili com a segona llengua.